# Mandriva
Mandriva Linux (ranije poznat kao Mandrake) ukinuta je Linux distribucija Red Hata nastala 1999. godine. U međuvremenu su se ove dvije distribucije znatno udaljile. Mandrake je u dosta elemenata sličan Red Hatu (struktura direktorija, rpm), ali ipak nije kompatibilan. Glavni se naglasak stavlja na apsolutne početnike i desktop primjene,  premda uz Mandrake dolaze i jako kvalitetni poslužiteljski paketi. 
Kreator Mandrake/Mandriva Linuxa je Gaël Duval. Prvu verziju predstavio je 1998. godine. Tada se zvala Mandrake Linux. Iste godine sa suradnicima osnovao je tvrtku Mandrakesoft, koja je do 2005. godine stajala iza razvoja distibucije. Te godine došlo je do spajanja tvrtki Mandrakesoft i Conectiva, a ime tvrtke (a time i distribucije) promijenjeno je u Mandriva.
Osim za obične korisnike, Mandriva nudi rješenja za korporativni sektor, vlade i obrazovne institucije. Korisničku bazu procjenjuje do nekoliko milijuna korisnika. Tvrtka razvija, održava i distribuira dvije besplatne distribucije, Mandrivu One i Mandrivu Free, kao dio svojih obaveza prema slobodnom i otvorenom softveru. Doprinosi razvoju velikih projekata otvorenog koda kao što su KDE i GNOME, a sav softver koji razvija i distribuira izdaje pod GPL licencom.
Postoji nekoliko varijanti Mandriva Linuxa iza kojih također stoji istoimena tvrtka. Komercijalna, kompletna Mandriva Powerpack, besplatna Mandriva One, 100% GPL slobodna Mandriva Free i Mandriva Flash, USB stik s instaliranim sustavom. Predefinirano radno okruženje je KDE. U njezinim repozitorijima programska baza broji oko 20 000 paketa. Time može stati uz bok drugim velikim distribucijama kao što su Debian, Ubuntu i Fedora. Neke distribucije su bazirane na Mandriva Linuxu, PCLinuxOS i MCNLive.
Manje je poznato da je 2003. godine predstavljen Mandrake Move, prvi na USB tehnologiji temeljen desktop. Ukratko, radi se o Mandrake Move LiveCD-u koji u kombinaciji s USB memorijom obavlja sve poslove na desktop računalu bez instalacije na tvrdi disk, a da se pritom LiveCD može izvaditi i koristiti CD/DVD-ROM pogon za druge poslove. Sve promjene se snimaju na USB memoriju. Mandriva Falsh je danas nasljednik Mandrake/Mandriva Move tehnologije.
Na listi popularnosti, prema servisu DistroWatch, Mandriva Linux nalazi se kontinuirano na nekom od prvih 10 mjesta. Distribucija je naročito popularna u Francuskoj (odakle su autori i sjedište tvrtke) i u Južnoj Americi, gdje tvrtka ima svoje podružnice, posebno u Argentini i Brazilu. 

## Mandriva 2009.1 "Spring"
Mandriva Linux je od 30 Travnja dostupna u "Spring" verziji, brojčane oznake 2009.1. Kao i obično, možete se odlučiti između tri različita izdanja: One Edition (besplatni LiveCD s priloženim vlasničkim upravljačkim driverima), Powerpack edition (komercijalna verzija u koju je uključena podrška, vlasnički codeci tipa MP3, WMA, WMV i set različitih vlasničkih aplikacija) te Free edition (besplatna verzija koja sadržava isključivo pakete otvorenog koda).
Priložena radna okruženja su svježi KDE 4.2.2 (KDE3 je izbačen, iako pakete još uvijek možete povući iz Contrib repozitorija), GNOME 2.26 i Xfce 4.6. Linux kernel je verzije 2.6.29, posebno prilagođen od strane Mandriva tima, s podrškom za EXT4 datotečni sustav. Od ostalih paketa tu je X.org 7.4, Mozilla Firefox 3, OpenOffice.org uredski paket s dodatnim ekstenzijama i dr.
Najavljeno je i do 25% kraće vrijeme boot procesa, bolja podrška za veći broj netbook prijenosnika (Asus EeePC modeli, Acer Aspire One, MSI Wind i dr.), poboljšani sigurnosni centar (MSEC), izmijenjeni artwork i ostalo.

| Dobre strane | Loše strane |
| - Puno stvari "radi od prve" - Ima veliku korisničku bazu i dobru podršku - Metisse window system, koji omogućava rotaciju, presavijanje prozora, rad na devet radnih površina iz ptičje perspektive, integracija s GIMP-om ... - Veliki broj aplikacija u repozitorijima - Jednostavna i laka za instalaciju - Pristupačna početnicima - Izvrstan Mandriva Kontrolni Centar | - Zbog puno predinstaliranih stvari zna biti spora - Nekad zna biti nestabilna - Nove verzije aplikacija dolaze u repozitorije tek s novom verzijom - Neke greške vezane za novo KDE 4 radno okruženje (s kojim dolazi aktualno izdanje Mandriva Linuxa) - Manjkava lokalizacija za hrvatski jezik |

## Vanjske poveznice
- Službena Mandrake Linux stranica
- Mandrake Club  Arhivirana inačica izvorne stranice od 26. siječnja 2021. (Wayback Machine)
- Prijava bugova  Arhivirana inačica izvorne stranice od 7. svibnja 2013. (Wayback Machine)
- Hardware database  Arhivirana inačica izvorne stranice od 27. travnja 2006. (Wayback Machine)
- Penguin Liberation Front  Arhivirana inačica izvorne stranice od 1. rujna 2006. (Wayback Machine)
- EasyUrpmi  Arhivirana inačica izvorne stranice od 25. travnja 2013. (Wayback Machine)
- Stranica na kojoj možete skinuti posljednju verziju Mandriva Linux-a  Arhivirana inačica izvorne stranice od 4. svibnja 2009. (Wayback Machine)